# Wecker
Wecker (franska) (luxemburgiska: Wecker lyssna (fil), tyska: Wecker) är en ort i kantonen Grevenmacher i östra Luxemburg. Den ligger i kommunen Biwer vid floden Syre, cirka 21 kilometer nordost om staden Luxemburg. Orten har 734 invånare (2022).